# Чернавка (Инжавинский район)
Чернавка — село в Инжавинском районе Тамбовской области России. Административный центр и единственный населённый пункт Чернавского сельсовета.

## География
Село находится в юго-восточной части Тамбовской области, в лесостепной зоне, на берегах реки Чернавки, на расстоянии примерно 14 километров (по прямой) к юго-западу от Инжавина, административного центра района. Абсолютная высота — 122 метра над уровнем моря.

### Климат
Климат умеренно континентальный, относительно сухой, с холодной продолжительной зимой и тёплым летом. Среднегодовая температура воздуха — 4,5 °C. Средняя температура воздуха самого холодного месяца (января) — −11 °C (абсолютный минимум — −33 °C); самого тёплого месяца (июля) — 19,7 °C (абсолютный максимум — 40 °С). Безморозный период длится 162 дня. Среднегодовое количество атмосферных осадков составляет около 450—570 мм, из которых большая часть выпадает в период с мая по сентябрь. Продолжительность залегания снежного покрова составляет в среднем 134 дня.

### Часовой пояс
Село Чернавка, как и вся Тамбовская область, находится в часовой зоне МСК (московское время). Смещение применяемого времени относительно UTC составляет +3:00.

## Население
| 2002 | 2010 | 2012 | 2013 | 2014 | 2015 | 2016 |
| ---- | ---- | ---- | ---- | ---- | ---- | ---- |
| 622  | ↘422 | ↘421 | ↘401 | ↘386 | ↘376 | ↘365 |
| 2017 | 2018 | 2019 | 2020 | 2021 |      |      |
| ↘345 | ↘326 | ↘313 | ↘300 | ↗301 |      |      |

### Половой состав
По данным Всероссийской переписи населения 2010 года в гендерной структуре населения мужчины составляли 44,5 %, женщины — соответственно 55,5 %.

### Национальный состав
Согласно результатам переписи 2002 года, в национальной структуре населения русские составляли 98 % из 622 чел.